# لغة تأشير توسعية لنص ترابطي
لغة تأشير توسعية لنص ترابطي (بالإنجليزية: Extensible Hypertext Markup Language)‏ اختصاراً (XHTML) هي لغة تأشيرية تمكّن من كتابة صفحات وب. تم إنشائها في الأصل كلاحقة لـ لغة ترميز النص الفائق (من الإنجليزية HyperText Markup Language)، بنيت XHTML على قواعد لغة لغة الترميز القابلة للامتداد، الأحدث والأبسط من لغة لغة الترميز القياسي العام التي ينبني عليها HTML.

## نظرة عامة
XHTML هو إعادة صياغة لأنواع مستندات HTML 4. ففي أغسطس 2002 ، صرحت جمعية W3C بأن "عائلة XHTML هي الخطوة التالية في تطور الإنترنت. بالانتقال إلى XHTML اليوم، حيث يمكن لمطوري المحتوى الدخول إلى عالم اكس م ال باستخدام جميع المزايا المصاحبة لها، مع الحفاظ على توافق المحتوى مع الإصدارات السابقة والمستقبلية. "
ومع ذلك، في عام 2005 ، تم تشكيل مجموعة عمل لتكنولوجيا تصميم محتوى الويب (WHATWG) ، بشكل مستقل عن W3C ، للعمل على تطوير لغة HTML عادي لا يعتمد على XHTML. بدأت WHATWG العمل على معيار يدعم كلاً من تسلسل XML و HTML، وبالتوازي مع معايير W3C مثل XHTML 2. في عام 2007 ، صوتت مجموعة عمل HTML الخاصة بـ W3C للعمل رسميًا على HTML5. وفي عام 2009 ، سمح W3C بانتهاء صلاحية ميثاق مجموعة عمل XHTML 2 ، معترفًا بأن HTML5 سيكون معيار HTML الوحيد للجيل التالي، بما في ذلك تسلسل XML وما دون XML.  من بين التسلسلين، تؤكد جمعية W3C أن معظم مصممي مواقع الويب يفضلون بناء جملة HTML ، بدلاً من بناء جملة XHTML.

### الدافع
تم تطوير XHTML لجعل HTML أكثر قابل للتوسع وزيادة إمكانية التشغيل التفاعلي بتنسيقات البيانات الأخرى.  بالإضافة إلى ذلك، كانت المتصفحات تتسامح مع الأخطاء في HTML ، وتم عرض معظم مواقع الويب على الرغم من الأخطاء الفنية في الترميز ؛ قدم XHTML معالجة أكثر صرامة للأخطاء.  كان HTML 4 ظاهريًا تطبيقًا لـ لغة الترميز القياسي العام (SGML) ؛ لكن مواصفات SGML كانت معقدة، ولم تكن متصفحات الويب ولا توصية HTML 4 متوافقة تمامًا معها.  قدم معيار XML ، المعتمد في عام 1998 ، تنسيقًا أبسط للبيانات أقرب في البساطة إلى
```
من خلال التحول إلى تنسيق XML ، كان من المأمول أن يصبح HTML متوافقًا مع أدوات XML الشائعة ؛ 
[
11
]
 يمكن للخوادم والوكلاء تحويل المحتوى، حسب الضرورة، للأجهزة المقيدة مثل الهواتف المحمولة. 
[
12
]
```

## HTML مقابل XHTML
تعتبر لغة XHTML تمديد وتطوير للغة HTML الأصلية. فلا توجد اختلافات كثيرة بين HTML4 و XHTML، فلغة XHTML هي في الأساس إصدار أكثر تطوراً وتعقيداً من HTML4. الاختلافات الرئيسية بين HTML و XHTML هي:
- تسمح HTML4 لبعض العناصر بحذف وسوم الإغلاق (end tag). تُضاف وسوم الإغلاق عند إغلاق جزء معين من النص، مثل الفقرة (p). عادة ما يتم ترميزها بخط مائل عكسي (على سبيل المثال، وسم الفتح الخاص بالفقرة هو <p>، ووسم الإغلاق هو </p>). تفرض XHTML أن تتضمن جميع العناصر وسوم الإغلاق.
- تتيح HTML4 تداخل بعض العناصر. بخلاف XHTML.
- يجب وضع قيم السمات Attributes (مثل حجم الخط) في XHTML بين علامتي تنصيص ("")، حتى لو كانت رقمية. أما HTML فلا توجب ذلك.
- لا يمكن اختزال السمات في HTML.
- هناك اختلاف بسيط في طريقة التعامل مع العناصر الفارغة.[13]

## HTML5 مقابل XHTML
يوجد تشابه كبير بين XHTML و HTML، لذلك فإنّ الاختلافات بين لغتي XHTML و HTML5 هي نفس الاختلافات بين HTML4 و HTML5 .
فيما يلي بعض الاختلافات بين HTML5 و XHTML:
- XHTML حساسة لحالة الأحرف، و HTML5 لا تكترث لحالة الأحرف سواء صغيرة أو كبيرة (HTML كذلك غير حساسة لحالة الأحرف).
- تتميز HTML5 بنوع مستند (doctype) أبسط بكثير من XHTML و HTML (يخبر نوع المستند المتصفح بكيفية ترجمة البيانات).
- HTML5 متوافقة مع جميع المتصفحات، بينما XHTML ليست كذلك.
- HTML5 أكثر تساهلًا، إذ تتبع خطى HTML4، وليس XHTML.
- HTML5 هي الأنسب للأجهزة المحمولة، مثل الأجهزة اللوحية والهواتف، في حين أنّ XHTML هي الأنسب لشاشات الحاسوب.
- HTML5 هي الأحدث، لذلك فهي متطورة بشكلٍ كافٍ.[14][15]